# Parque nacional Yanachaga-Chemillén
El parque nacional Yanachaga-Chemillén (PNYCH) es un área protegida que se encuentra dentro del territorio de Perú, parte de su biodiversidad se encuentra en peligro de extinción. El parque fue creado el 29 de agosto de 1986 y se encuentra en la vertiente oriental de los Andes peruanos en la cuenca del río Amazonas, específicamente en la selva central del Perú. Su superficie se extiende 1220 km². 
Políticamente abarca parte de los distritos de Oxapampa, Palcazú, Huancabamba, Pozuzo y Villa Rica en el provincia de Oxapampa, departamento de Pasco, Perú.
La pendiente oriental de los Andes que mira hacia la cuenca del Amazonas es una de las áreas biológicamente más ricas del mundo. Las selvas de las tierras bajas, cercanas al llamado piedemonte andino, son muy importantes en términos de la cantidad de especies que poseen (diversidad puntual) pero las pendientes andinas son más ricas en términos de la variación de especies sobre un área de mayor extensión (diversidad de paisajes). A lo largo de un trayecto de 200 km desde el borde occidental de las planicies inundables del Amazonas hasta las cimas de la cordillera andina, al oriente, se pueden encontrar más de mil especies de aves. Este número es similar al de las especies que se encuentran en los 5 000 000 km² que abarcan todas las planicies inundables del Amazonas.
El parque preserva parte de las ecorregiones yungas del Perú y bosques de neblina Ucayali.
En 2010 la Unesco reconoce al parque nacional Yanachaga-Chemillén como zona núcleo de la reserva de biosfera Oxapampa-Asháninka-Yánesha.

## Objetivo
El objetivo del parque es conservar las partes altas de las cuencas de los afluentes de los ríos Palcazu, Huancabamba y Pozuzo, y las áreas naturales utilizadas ancestralmente por parte de las comunidades nativas yáneshas o amueshas asentadas en la región.

## Especies que protege
El parque protege muestras representativas de los ecosistemas de las vertientes orientales de los Andes y su transición hacia la selva baja, además de especies de flora y fauna en peligro de extinción, como decenas de especies de tangaras, aves de altura, gramíneas, bromelias y centenares de orquídeas.

### Anfibios
La rana Ctenophryne barbatula es una habitante endémico del parque nacional Yanachaga-Chemillén.

### Mamíferos
En el parque habita el carpincho (Hydrochoerus hydrochaeris), el jaguar (Panthera onca), el puma (Puma concolor), el mono lanudo gris (Lagothrix lagotricha), la paca (Cuniculus paca), el oso de anteojos (Tremarctos ornatus), el pudú del norte (Pudu mephistophiles), el ocelote (Leopardus pardalis), el jaguarundi (Puma yagouaroundi), el venado de cola blanca (Odocoileus virginianus), el zorro culpeo (Lycalopex culpaeus) y el zorrino andino (Conepatus chinga).

## El bosque de neblina
La variable ambiental más importante que afecta a las plantas y animales, a medida se asciende a los Andes, es el descenso de la temperatura, a razón de 0,6 °C cada 100 m. A medida que el aire húmedo se eleva desde las tierras bajas del Amazonas y se enfría, se forman nubes, las cuales cubren la región la mayor parte del tiempo. Aunque el período de mayo a septiembre es relativamente seco, el interior del bosque de neblina permanece fresco y húmedo. En contraste, las áreas desiertas, por encima de los  4000 m s. n. m., están sujetas a variaciones extremas, desde el intenso calor durante el día hasta temperaturas por debajo de 0 °C por la noche.
En el ascenso desde las tierras bajas, la estructura del bosque cambia visiblemente. En la zona baja, los troncos de los árboles son con frecuencia rectos y lisos. Una característica típica es la presencia de árboles pioneros de crecimiento rápido y grandes hojas plateadas: los ceticos. Por otra parte, el bosque de neblina es bajo y, a menudo, impenetrablemente denso, con árboles de formas retorcidas y muchas epifitas (musgos, helechos y grandes bromelias). Aquí abundan las coloridas tangaras, casi siempre en bandadas de especies mixtas, mientras que las aves más opacas del sotobosque y de los matorrales de bambú se delatan principalmente por sus voces.
El bosque de niebla de las zonas altas es conocido como bosque enano. Envuelto siempre en líquenes, las hojas de sus árboles son pequeñas y de consistencia coriácea. El follaje de estos árboles condensa efectivamente la humedad (niebla) en forma de finas gotitas que escurren hacia la base de la planta. De esta manera, los bosques cumplen un papel importante como fuente de agua en las cuencas montañosas durante la estación seca.
Por encima de los  3800 m s. n. m., el bosque es dominado por un árbol singular: el queñual (Polylepis sp.), caracterizado por poseer hojas pequeñas y una corteza roja finamente laminada. Lamentablemente, muchas de las zonas a esa altitud han perdido sus árboles a causa de los frecuentes incendios, al sobrepastoreo y a la ausencia de regeneración del bosque. Las tierras altas húmedas, conocidas como páramo tienen una vegetación de tipo esponjoso, compuesta de musgos, pastos altos y arbustos bajos, mientras las partes secas de las tierras altas tienen una monótona vegetación de pajonales (puna).
Por encima de los  4000 m s. n. m., la vegetación comienza a ser cada vez más rala, compuesta principalmente de plantas rastreras, en forma de rosetas y cojines, adaptadas para tolerar el hielo, la nieve y la intensa radiación del sol. Por encontrarse sobre zonas empinadas e inaccesibles, la mayor parte de los bosques de neblina están virtualmente deshabitados. Sin embargo, esto no significa que el bosque esté inalterado. De hecho, las pendientes presentan cicatrices de pequeños y grandes derrumbes, los cuales dan lugar a una sucesión natural de rastrojo y matorrales de bambú. La elevada precipitación y la frecuente perturbación natural del hábitat por los derrumbes ayuda, irónicamente, a mantener la alta diversidad biológica.
El bosque de niebla no es un entorno adecuado para la práctica de la agricultura debido a las condiciones de humedad y bajas temperaturas, a los suelos escarpados y poco profundos (los cuales son rápidamente lavados cuando la tierra es expuesta por la deforestación). Las chacras pueden ser cultivadas solamente por un par de años y luego necesitan un largo período para regenerarse. De hecho la tala moderada del hábitat por los humanos no es muy diferente a la perturbación natural causada por los derrumbes. Sin embargo, en la medida en que nuevas carreteras facilitan la colonización, grandes áreas pueden convertirse en pastizales y zonas de matorrales bajos conocidos como puna.
La transformación más fuerte del hábitat en los Andes tuvo lugar hace miles de años. Estudios de restos de plantas hallados en los sedimentos de los lagos de altura, sugieren que esta región fue totalmente deforestada y severamente degradada hace mil a cuatro mil años. Posteriormente, los sistemas agroforestales fueron introducidos por los incas u nuevo estado sostenible, hasta que el sistema de manejo de la tierra fue destruido por la conquista española. Hoy las tierras altas son severamente afectadas por las frecuentes quemas para mantener pasto para las ovejas y ganado vacuno.

## Galería

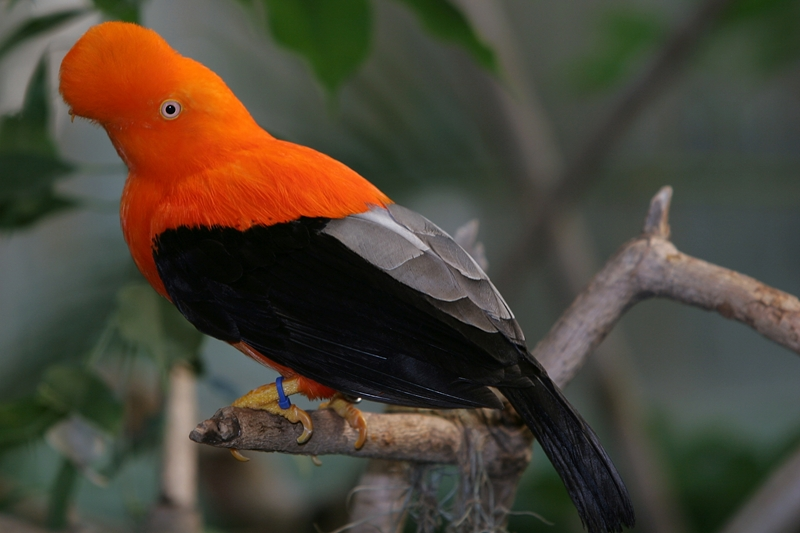
Gallito de las rocas
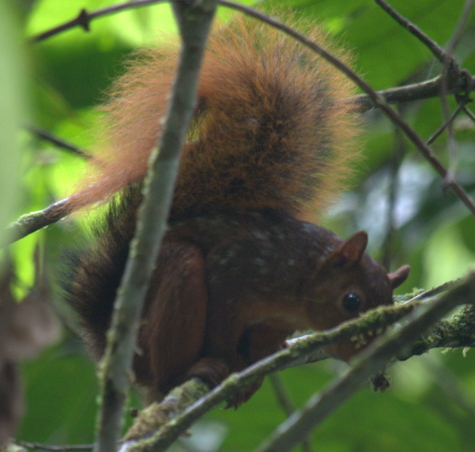
Ardilla de Junín (Sciurus pyrrhinus) en el parque nacional de Yanachaga-Chemillén
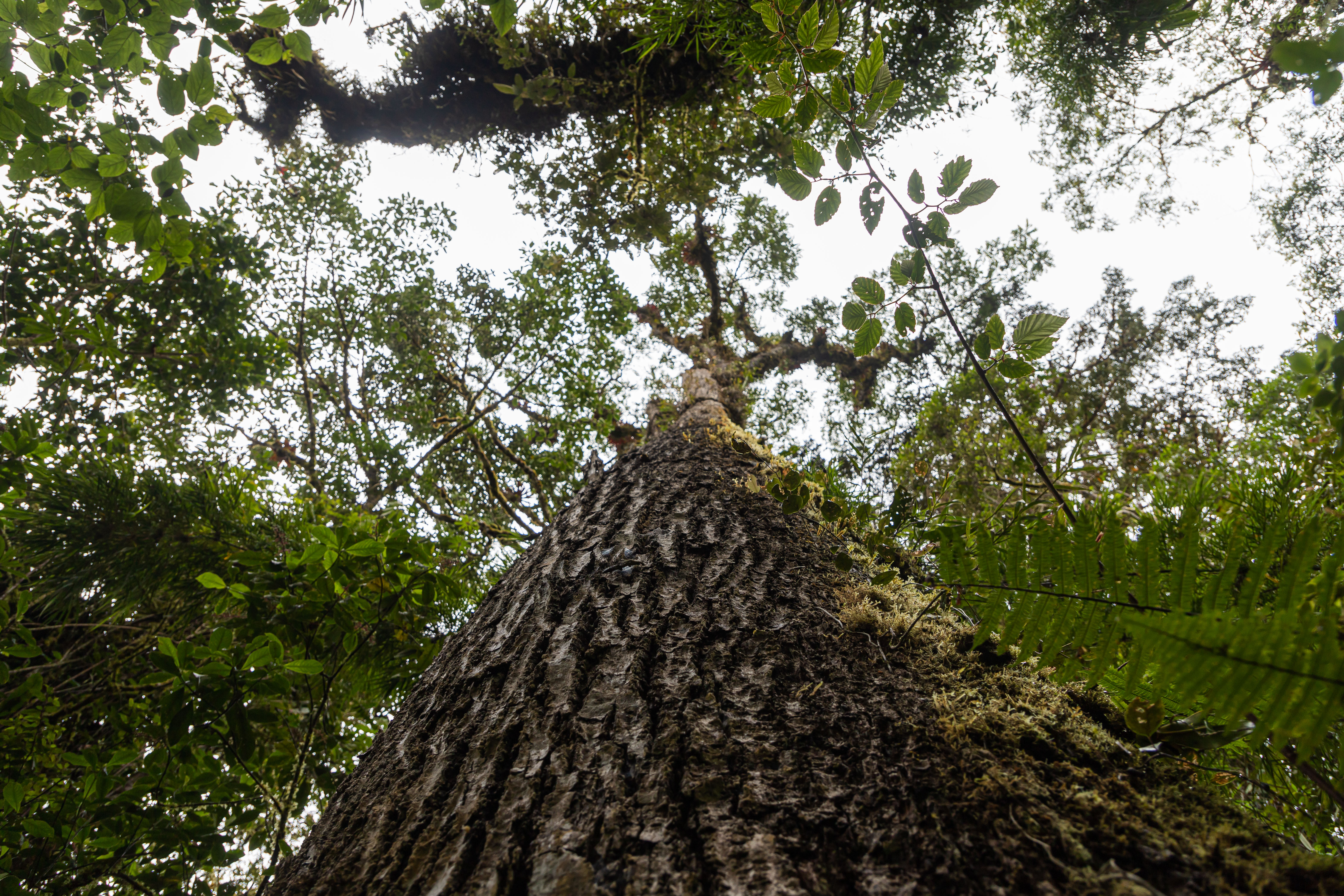
Cedro centenario - P.C. San Alberto
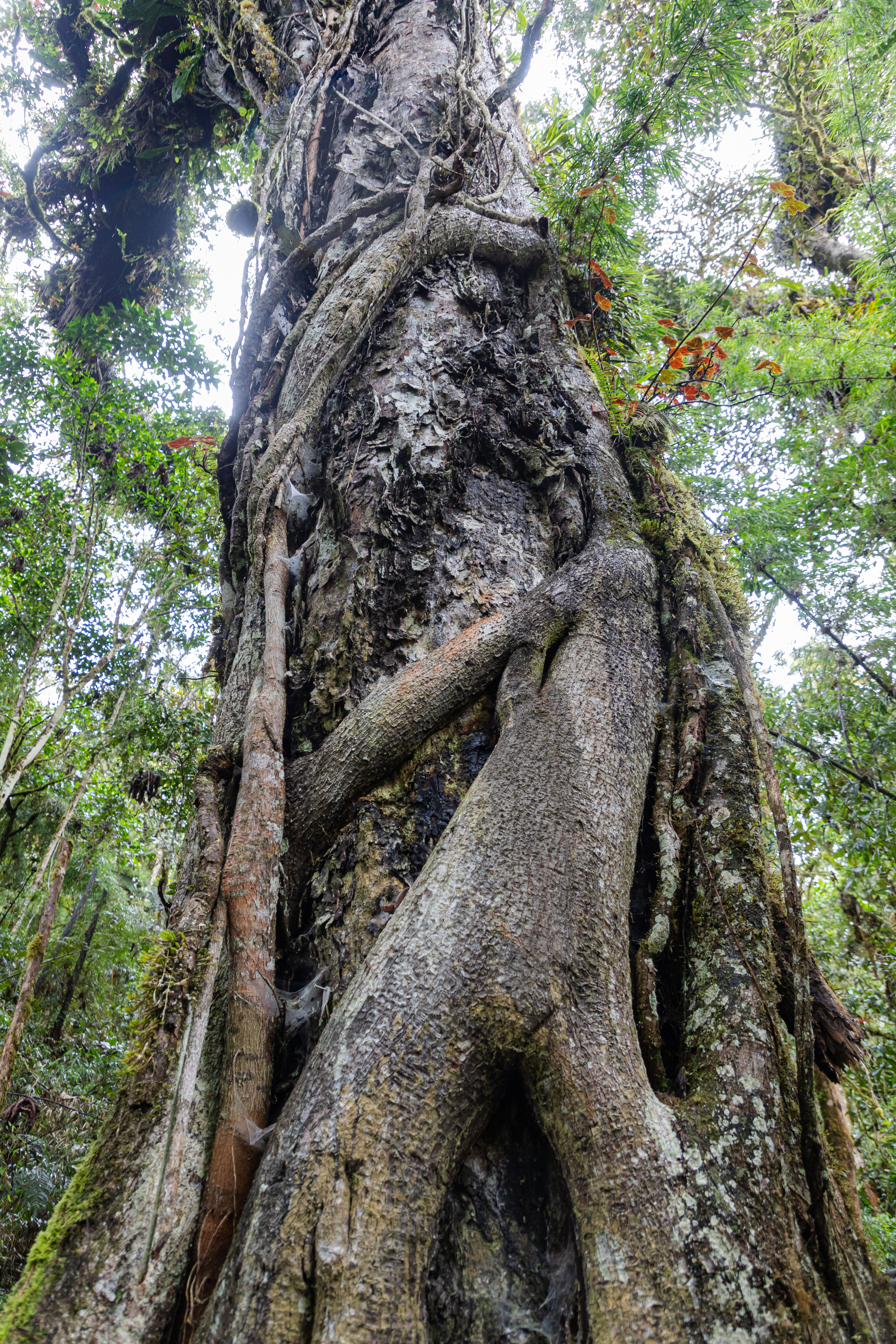
Matapalo sobre Diablo Fuerte - P.C. San Alberto
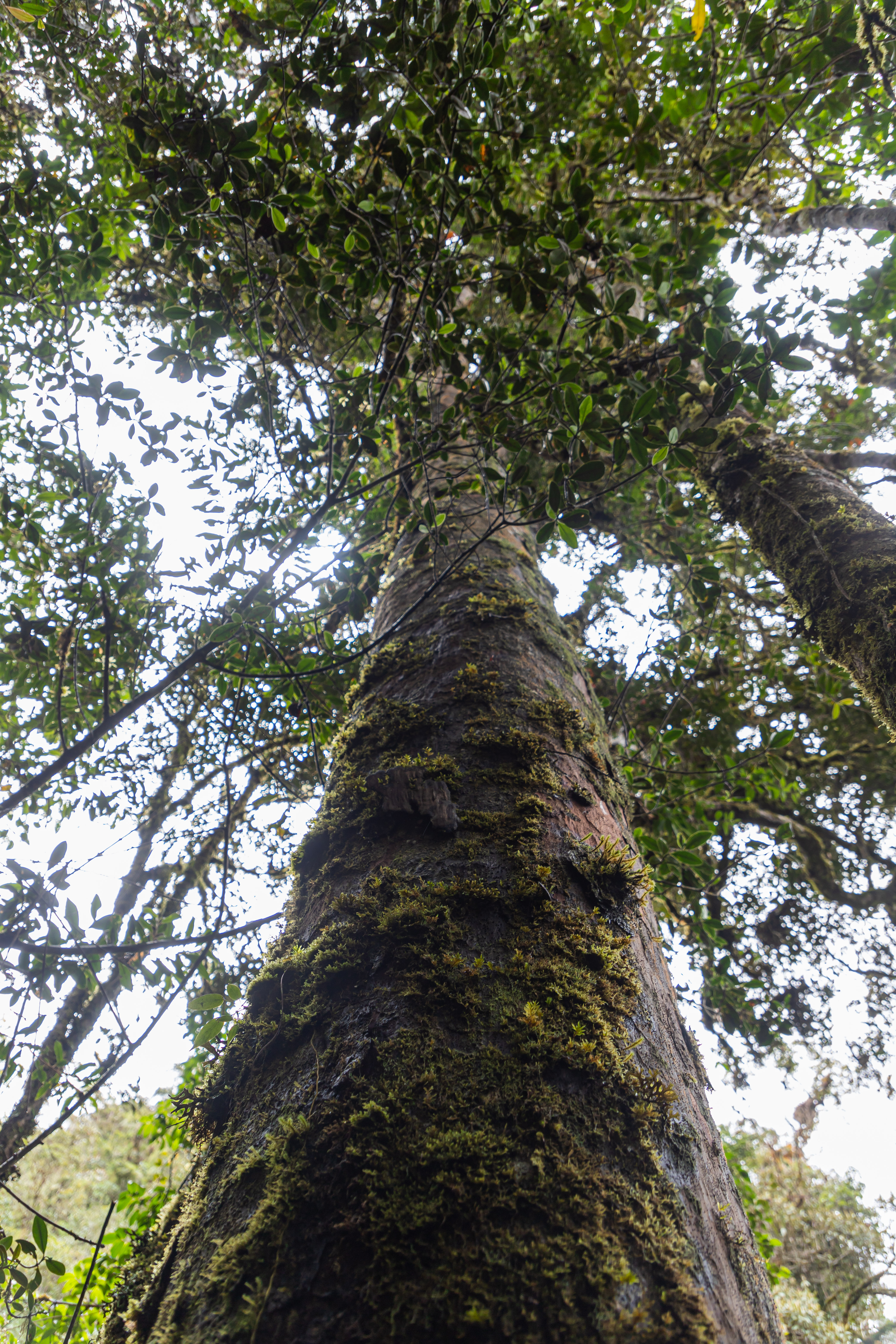
Diablo Fuerte - P.C. San Alberto